# Факих, Рима
Рима Факих (араб. ريما فقيه‎, род. 22 сентября 1985 года) — победительница конкурса Мисс США 2010 года.

## Биография
Факих родилась в Срифе, маленьком городке в Южном Ливане в семье шиитов. У неё есть сестра и два брата. В детстве она жила в Сук эль Гарбе и посещала школу Святой Риты возле Бейрута. В 1993 году её родители Хуссейн и Надя Факих из-за гражданской войны в Ливане переехали в Нью-Йорк, где её отец открыл ресторан. Там Факих посещала начальную школу Сент Джонс, а позже католическую школу в Квинсе. В Нью-Йорке её семья постоянно подвергалась нападкам и вандализма в связи с событиями на Ближнем Востоке, а после теракта 11 сентября 2001 года им пришлось закрыть ресторан. В 2003 году она вместе с семьёй переехали в Дирборн, штат Мичиган, где проживало большое арабо-американское сообщество. Там она окончила муниципальный колледж Генри Форда и поступила в Мичиганский университет в Диброне, где стала изучать экономику и менеджмент, а позже планировала окончить юридическую школу. До участие в конкурсе Мисс США она работала в детройтском медицинском центре.

## Конкурсы красоты
Факих впервые приняла участие в конкурсе красоты в возрасте 19 лет, заняв четвёртое место в конкурсе Мисс округа Уэйн — предварительного конкурса Мисс Мичиган. Также она приняла участие в трёх небольших международных конкурсах красоты.

### Мисс эмигрантов из Ливана
В 2008 году Факих была выбрана, чтобы представлять Мичиган на конкурсе Мисс эмигрантов из Ливана. Это мероприятие является частью конкурса Мисс Ливан и в нём могут принять участие девушки из Ливана или имеющих ливанские корни, но проживающие в других странах в ливанских сообществах. Факих заняла третье место в конкурсе, проходившем 13 августа в Ботроне Ливан, уступив Карине Эль Каддисси из Бразилии и Джессике Кахафти из Австралии.

### Мисс США
19 сентября 2009 года она стала победительницей Мисс Мичиган. В мае 2010 года она представила Мичиган на конкурсе Мисс США, проходившем в Planet Hollywood Resort and Casino в Лас-Вегасе. 16 мая 2010 года она выиграла титул Мисс США.

### Мисс Вселенная
Как обладательница титула Мисс США, Факих представляла свою страну на конкурсе красоты Мисс Вселенная 2010, проходившем в 23 августа в Лас-Вегасе в «Мандалай-Бэй». В конкурсе Факих не удалось попасть в полуфинал, таким образом она стала первой представительницей США с 2002 года, которая не заняла никакого места в Мисс Вселенная.

## Личная жизнь
В апреле 2016 года, перешла из ислама в католичество, чтобы выйти замуж за музыкального продюсера маронита Вассим Салиби. Салиби руководитель канадского певца The Weeknd. Свадьба прошла 15 мая 2016 года. В браке у пары родилось четверо детей — Рима, Джозеф, Амира и Джейкоб.